# Morag-corridor

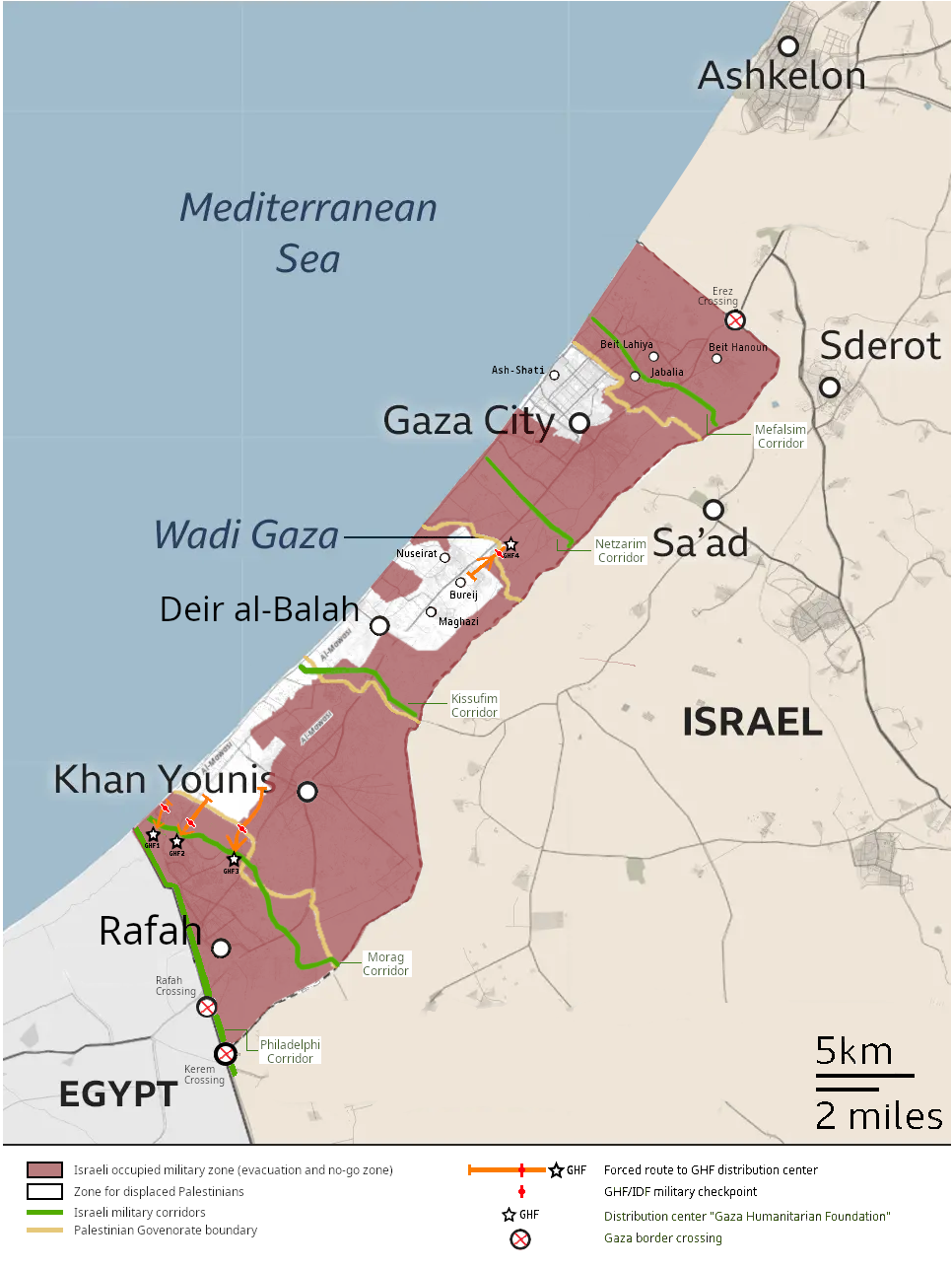
In groen alle militaire corridors in juni 2025. De Morag-corridor bevindt zich linksonder.

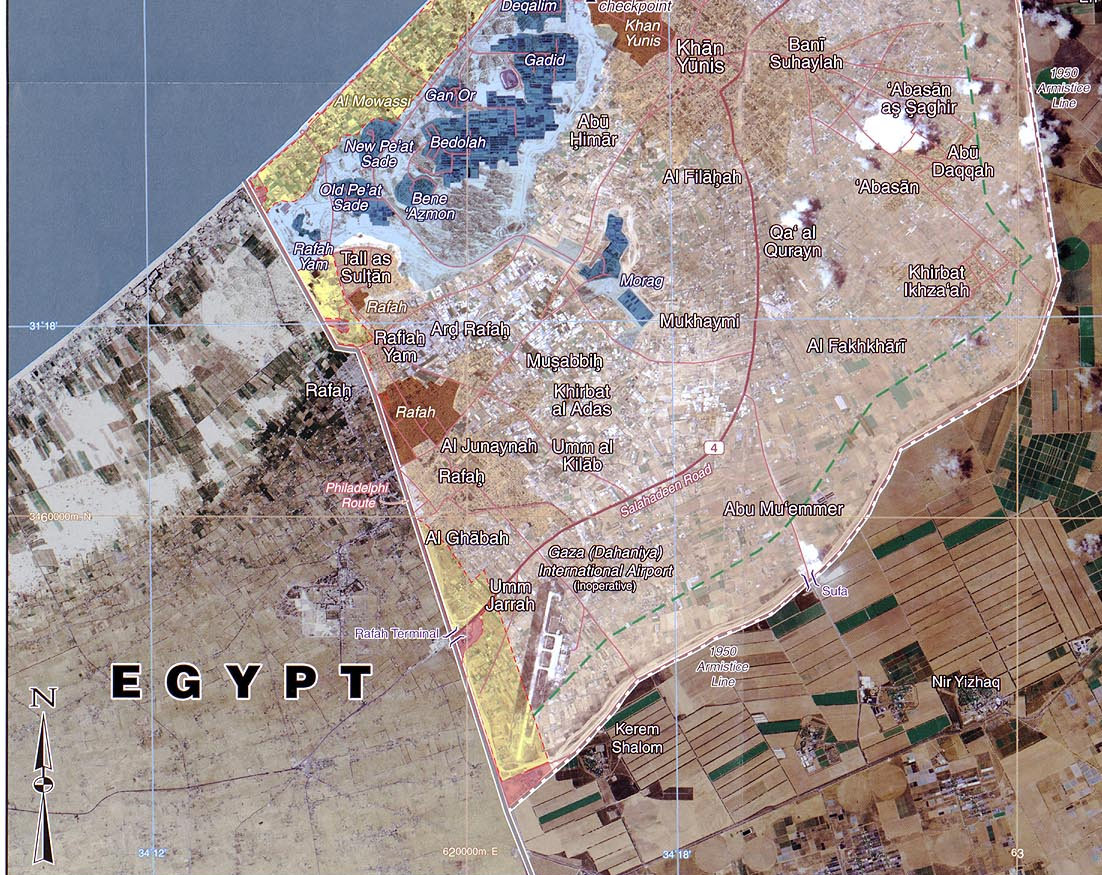
Zuidelijk Gaza in 2005; centraal in blauw de voormalige nederzetting Morag

De Morag-corridor is een smalle strook door het Israëlische leger bezet grondgebied in het zuiden van de Gazastrook. Hij loopt van noordwest tot zuidoost, van de Middellandse Zee tot aan de Israëlische grens, op enkele kilometers afstand van de Egyptische grens. De Morag-corridor loopt parallel aan de Philadelphi Corridor, die is gelegen langs de Egyptische grens. De bezetting begon op 2 april 2025 en werd voltooid op 12 april.
De corridor scheidt de steden Rafah en Khan Younis en begrenst een circa 2 kilometer brede 'veiligheidszone' of 'bufferzone' tot aan de Philadelphi Corridor, die een groot deel van het gouvernement Rafah beslaat en ongeveer 20% van Gaza uitmaakt. Palestijnen mogen hier niet komen. Op 2 april had defensieminister Israel Katz aangekondigd dat "grote gebieden in Gaza zouden worden veroverd en geannexeerd bij de veiligheidszones van de staat Israël". 
De Morag-corridor is vernoemd naar een voormalige Israëlische nederzetting, die tot 2005 in dat gebied was gevestigd.